# 额帕尔事件
额帕尔事件是1860年发生在新疆的浩罕汗國使节团煽动在清朝的浩罕人和清朝回人暴乱事件。

## 冲突
1859年，浩罕遣使额尔沁阿布都剀里木进京朝贡。叶尔羌参赞大臣裕瑞报告中央后，咸丰帝命令裕瑞将贡物接收代递。额尔沁折回，逗遛叶尔羌回城，招集各城安集延人等，任意妄为，滋生事端。裕瑞预备筵宴，传见额尔沁，遇到安集延人滋生事端，结果双方冲突，安集延人刃伤弁兵多名。
1860年农历二月，喀什噶尔、英吉沙尔的回人，追随安集延人，纠众聚在英吉沙尔别什盖庄二城。当经护理领队大臣德祥，分派回兵缉拿，安集延人呼岱达额帕尔等聚众阻扰，伤毙回兵，沿途抢夺马匹，直奔卡伦。最终清军击毙额尔沁，抓获同谋呼岱达伯塔尔等。经希皮察克布鲁特俾斯底克率众兜捕。将额帕尔等七犯抓获。英吉沙尔回兵抓获新疆回犯素皮盖等二十一名。

## 外交解决
咸丰帝令阿奇木伯克将全案情形函致浩罕知悉。浩罕伯克遣额尔沁捏斯密顶、叩关前来，并呈递图书，自认错误。仍来朝贡贸易。清朝认为浩罕尚属恭顺可嘉，仍按原计划接收代递。听候敕书、照旧通商。呼岱达伯塔尔等十五名被捕浩罕使节团人员一律释放，交浩罕自行管办，以示怀柔远人。

## 奖惩
经裕瑞、英蕴等审明，安集延人额帕尔等，纠众打伤回兵，抢掠马匹，本应从重治罪。姑念此次浩罕呈递图书，仍请纳贡，尚属恭顺。额帕尔、玉素普二犯，留于叶尔羌永远监禁。爱依提、入则、捏孜尔、帕里完库、吐鲁克五犯，留于英吉沙尔永远监禁。素皮盖等二十一犯，著情分别惩办。希皮察克布鲁特俾斯底克拿获要犯，甚为出力。著该参赞大臣等酌量请奖。

## 备注
1. 1 2  清代新疆回人即回部民众，是讲突厥语的穆斯林族群，今维吾尔族先民。